# John Tamihere
John Henry Tamihere (* 1959 in Auckland, Neuseeland) ist ein neuseeländischer Politiker der Māori Party und seit 2020 einer der Co-Vorsitzende seiner Partei. Von 1999 bis 2004 saß er für die New Zealand Labour Party im Neuseeländische Parlament.

## Leben
John Henry Tamihere wurde als zehntes von zwölf Kinder eines māoristämmigen Vaters und einer katholischen Mutter, die ihre Ahnen in Irland und Schottland besaß, in Auckland geboren. Seine Schulbildung erhielt er am St Mary’s Convent sowie am St Peter’s College und sein Studium schloss er an der University of Auckland mit einem Bachelor of Laws ab.
Anschließend arbeitete er von 1985 bis 1886 als Solicitor für das Department of Māori Affairs und für den Māori Land Court. 1991 wurde er CEO des Te Whanau o Waipareira Trust. Da die städtischen Māori seinerzeit keinerlei Konzessionen oder Rechte an Land besaßen, reichte Tamihere eine Klage an das Waitangi Tribunal und später beim Privy Council in London ein und gewann den Prozess.
Auch war er einige Jahre der Vorsitzende des New Zealand Maori Rugby League Board.

## Politische Karriere bei der Labour Party
1999 zog er für die New Zealand Labour Party über den Wahlkreis Hauraki ins Neuseeländische Parlament ein und gewann im Jahr 2002 den Māori Electorate Tāmaki Makaurau (Wahlkreis speziell für Māori), den er drei Jahre später an Pita Sharples von der Māori Party verlor und das Parlament wieder verlassen musste. Während seiner Zeit im Parlament war er
- 15. August 2002 – 15. Oktober 2004 – Minister of Youth Affairs
- 15. August 2002 – 15. Oktober 2004 – Minister of Statistics
- 15. August 2002 – 15. Oktober 2004 – Minister for Land Information
- 19. Mai 2003 – 15. Oktober 2004 – Minister for Small Business

Am 15. Oktober 2004 zog er sich aus den Ministerressorts zurück und trat am 3. November 2004 von all seinen Ministerposten zurück.

## Kandidat für die Māori Party
Seit April 2020 ist Tamihere einer der Co-Vorsitzenden der Māori Party und tritt zusammen mit Debbie Ngarewa-Packer als Führungs-Duo zu den Parlamentswahlen in Herbst 2020 an.

## Auszeichnungen
- 1997 – New Zealander of the Year, ausgezeichnet vom North and South Magazine
- 1997 – Person of the Year, ausgezeichnet von der Sunday Star Times
- 1998 – Man of the Year, ausgezeichnet vom Metro Magazine[3]